# Gmina Hamilton (hrabstwo Warren)
Gmina Hamilton (ang. Hamilton Township) – gmina w Stanach Zjednoczonych, w stanie Ohio, w hrabstwie Warren. W 2020 roku liczyła 30 587 mieszkańców.